# Gnomidolon bordoni
Gnomidolon bordoni là một loài bọ cánh cứng trong họ Cerambycidae.